# 平林千春
平林 千春（ひらばやし ちはる、1947年4月8日 - ）は、日本のプランナー。東北芸術工科大学デザイン工学部企画構想学科教授、同大学院仙台スクール教授。長野県諏訪市生まれ。

## 略歴
- 1966年 長野県諏訪清陵高等学校卒業。
- 1971年 法政大学社会学部中退。
- 1971年 ブロンズ社入社「ジアザーマガジン」編集長
- 1973年 「ローリングストーン（日本版）」編集長
- 1974年 フリーの編集者・ジャーナリストとして「東洋経済」「報知新聞」などで執筆・編集活動を始める。
- 1978年 コミュニケーションシステム研究所を設立。
- 2005年 東北芸術工科大学デザイン工学部情報デザイン学科教授に就任。
- 2008年 東北芸術工科大学大学院仙台スクール教授に就任。
- 2009年 東北芸術工科大学デザイン工学部企画構想学科教授に就任。

現在、イノベーショナルマーケティング研究会主宰、日本広告学会会員、フードサービス学会会員、日本消費者行動研究学会会員、文理シナジー学会会員。日本ビジネス作家協会理事長、マーケティング人類学研究会主宰 、ソーシャル・マーケティング推進協議会副代表、販売促進研究所最高顧問、（株）エム・エス・アイ マーケティングプロデューサー、日経産業消費研究所新製品評価委員、J1元気プロジェクト座長。

## 著書

### 単著
- 『探語録―今日と明日を読む時典』（東洋経済新報社、1985年）
- 『ニューメディア時代のニュービジネス発想』（筑波書林、1985年）
- 『ニューメディア時代のマーケティング戦略』（筑波書林、1986年）
- 『ヒット商品のメカニズムを探る―交感時代の商品開発研究』（宣伝会議、1987年）
- 『造語感覚―ビジネス・プランニングの新しい思考』（創知社、1987年）
- 『新しい「消費」を見抜く!―「場」を生み出す発想が市場を創る』（PHP新書、1987年）
- 『「関係づくり」からの発想―ネットワーク社会のビジネス・ノウハウ』（実務教育出版、1987年）
- 『時流をつかむ技術発想』　（日刊工業新聞社、1988年）
- 『第三の消費―需要創出のニューマーケティング』（プレジデント社、1989年）
- 『ネクスト・ヒット!―時代を切り開く商品とは何だ』（ビジネス社、1989年）
- 『コンセプト・メイクの技術―“いま”をとらえ“明日”に切り込む 成熟時代の企画を成功させる実践手法』（実務教育出版、1991年）
- 『定番商品のマーケティング―ロングセラーのケーススタディー18』（ビジネス社、1991年）
- 『「ビール戦争」成熟市場突破のマーケティング―消費はどのように活性化されたか』（ダイヤモンド社、1993年）
- 『シャープの液晶革命―見えない市場を引き出す商品開発』（ダイヤモンド社、1994年）
- 『非成長時代のマーケティング戦略―生活本位市場創出のための「価値創造」の視点』（実務教育出版、1994年）
- 『検証 Jリーグ型マーケティング―Jリーグ市場はこれからも伸びるのか』（かんき出版、1995年）
- 『消費再生への条件―生活本位型マーケティングのすすめ』（日本コンサルタントグループ、1995年）
- 『コラボレーション・マーケティング―「使場」発想がヒット商品を生む』（ダイヤモンド社、1997年）
- 『実践 ブランド・マネジメント戦略』（実務教育出版、1998年）
- 『実践 コンセプト・メイクの技術―成熟時代の企画を成功に導くノウハウ』（実務教育出版、1999年）
- 『21世紀型ヒット商品の条件―成熟消費時代のマーケティング視点と商品開発戦略』（実務教育出版、2002年）
- 『ヒトはなぜその商品を選ぶのか?―脳とクオリアから解き明かす』（日本実業出版社、2004年）
- 『365日のオンリーワン・マーケティング―マンダムの革新的DNA経営』（ダイヤモンド社、2004年）
- 『奇蹟のブランド「いいちこ」』（ダイヤモンド社、2005年）
- 『ソースネクスト 「特打」マーケティング』（ダイヤモンド社、2006年）
- 『東北再生計画 ポスト3・11のマーケティング』（無明舎出版、2012年）